# Saint-Pouange

Saint-Pouange este o comună în departamentul Aube din nord-estul Franței. În 1 ianuarie 2022 avea o populație de 1.000 de locuitori.